# Pseudopotamilla laciniosa
Pseudopotamilla laciniosa är en ringmaskart som först beskrevs av Ehlers 1905.  Pseudopotamilla laciniosa ingår i släktet Pseudopotamilla och familjen Sabellidae.
Artens utbredningsområde är havet kring Nya Zeeland. Inga underarter finns listade i Catalogue of Life.